# ATC kód G04
ATC kód G04 Urologika je hlavní terapeutická skupina anatomické skupiny G. Urogenitální systém a pohlavní hormony.

## G04B Jiná urologika včetně spazmolytik

### G04BC Rozpouštědla močových kamenů
G04BC Rozpouštědla močových kamenů

### G04BD Močová spazmolytika
G04BD04 Oxybutynin
G04BD06 Propiverin
G04BD07 Tolterodin
G04BD08 Solifenacin
G04BD09 Trospium
G04BD10 Darifenacin

### G04BE Léčiva používaná při poruchách erekce
G04BE01 Alprostadil
G04BE02 Papaverin
G04BE03 Sildenafil
G04BE08 Tadalafil
G04BE09 Vardenafil

## G04C Léčiva k terapii benigní hyperplazie prostaty

### G04CA Antagonisté alfa-adrenergních receptorů
G04CA01 Alfuzosin
G04CA02 Tamsulosin
G04CA03 Terazosin

### G04CB Inhibitory testosteron-5-alfa reduktázy
G04CB01 Finasterid

### G04CX Jiná léčiva k terapii benigní hyperplazie prostaty
G04CX01 Pygeum africanum
G04CX02 Serenoa repens
G04CX03 Mepartricin

## Poznámka
- Registrované léčivé přípravky na území České republiky.
- Informační zdroj: Státní ústav pro kontrolu léčiv, Všeobecná zdravotní pojišťovna.